# Tapiratiba
Tapiratiba là một đô thị ở bang São Paulo của Brasil. Đô thị này nằm ở vĩ độ 21º28'06" độ vĩ nam và kinh độ 46º44'55" độ vĩ tây, trên khu vực có độ cao 760 m. Dân số năm 2004 ước tính là 13.528 người. Đô thị Tapiratiba có diện tích 220,575 km².

## Địa lý

### Sông ngòi
- Rio Pardo

### Các xa lộ
- SP-350
- SP-253